# Papaver gorgoneum
Espèce
Statut de conservation UICN

 CR B1ab(ii) : 
En danger critique
Papaver gorgoneum est une espèce de plantes à fleurs de la famille des Papavéracées endémique du Cap-Vert.

## Répartition et habitat
Cette espèce est présente sur les îles de Santo Antão, São Nicolau et Fogo. On la trouve principalement entre 800 et 1 400 m d'altitude. Elle pousse dans les zones sub-humides et humides.

## Liste des sous-espèces
Selon Catalogue of Life (18 janvier 2018) :
- sous-espèce Papaver gorgoneum subsp. gorgoneum
- sous-espèce Papaver gorgoneum subsp. theresias